# 中央纪委国家监委网站
中央纪委国家监委网站是中国共产党中央纪律检查委员会、中华人民共和国国家监察委员会主办的综合性党务政务门户网站。

## 简介
2012年11月，王岐山就任中国共产党中央纪律检查委员会书记后，提出要打造新的中央紀委網站，把原先的監察部網站、國家預防腐敗局網站等五網合一。2013年9月2日，中央纪委监察部网站开通，在开通当日，王岐山按下了網站啟動按鈕。根据官方介绍，该网站是为“贯彻落实党的十八大精神，根据党风廉政建设和反腐败斗争形势和任务的需要，主动运用互联网开展工作的一项新举措”而建设的。网站共设14个版块65个栏目，包括导航栏、头条头图、要闻、监督举报、党纪法规库、视频、公开课、图解图说、专题集粹、工作动态、互动交流、历史文化等，内容以文字、圖片和視頻方式呈現，亦設有法律、法規的資料庫，主要动态信息以中央纪委监察部重大部署、会议、纪律审查通报及查办的重大案件内容为主。为了与网民更好的起到互动效果，网站还在亮眼处設置網路舉報選項，并接受網民對黨風廉政建設和反腐敗工作的建議和諮詢。
2015年1月1日，该网站新版本正式上线。与旧版相比，新版本在首页上突出了《学思践悟》、《反腐三人谈》、《微评论》、《聆听大家》等原创特色内容。
2018年1月1日，该网站进行了第三次改版。新版除强化视觉效果，提升阅读体验外，还新增了“习近平总书记全面从严治党重要论述数据库”“新时代·新本领”“家书抵万金”“特型演员叙事”“博物馆时光”“‘四风’监督哨”“书单”等8个新栏目，并对“审查调查”“巡视巡察”等原有品牌栏目进行调整升级，同时“12388举报”“反腐败国际追逃追赃举报”“党风政风监督举报”入口也在首页集中显示。
随着2018年3月监察部撤销和国家监委成立，2018年3月20日，该网站更名为“中央纪委国家监委网站”。

## 新媒体平台和客户端
2013年9月12日，中央纪委常委、秘书长崔少鹏称，中央纪委将开通微博和微信平台，以加强与网友的交流。2015年1月1日，中央纪委监察部网站客户端上线。2016年1月1日，中央紀委監察部網站微信公众号正式開通運行，該微信公眾號除发布紀檢監察特色內容外，还設置了「反『四風』一鍵通」舉報和「微信大廳」功能，其中「微信大廳」提供近20個地方紀委微信公號的鏈接。至此中央纪委实现了「一網一端一微」的立體傳播形態。

## 反响
在2013年该网站开通之前，一些中管（副省部级以上）干部落馬的消息之前多由中国官方通讯社新華社發布，网站开通后，这些消息幾乎全部改由該網首發。由于这个原因，中央纪委监察部网站成為了被公眾高度關注、頻繁點擊的網站，也成為了“黨風廉政建設的輿論高地和監督執紀的有效平台”。而该网站首發或轉發官員落馬的消息都有着明顯的時間規律，即「周五打老虎、周一拍蒼蠅」。截至2018年1月1日，网站总访问量突破41亿次，客户端下载量超过450万次，微信公众号粉丝数突破210万。
网站自2013年开通以来，网民舉報违纪數量大幅攀升，在网站开通的20天内共收到网民舉報15253件，日均超過760件。在此之前，中央纪委平均每天獲得网民舉報为300多件，在1至4月初则只有150至200件之間。网民的舉報事项主要包括各級官員存在的貪污賄賂行為以及違反廉潔自律規定行為和失職瀆職行為等。自2013年至2015年底，中央纪委黨風政風監督舉報平台共收到各類群眾舉報27萬件，向各級紀檢監察督辦、轉辦、轉送反映「四風」問題線索8400多件，客戶端反「四風」一鍵通開通半年收到舉報40000多件。截止2014年9月，中央纪委监察部网站实名注册的人数已超过1.5万人，留言4万多条，日均收到举报量达800余件。